# هينريتش بيتر
هينريتش بيتر (بالألمانية: Heinrich Peter)‏ هو لاعب هوكي الحقل ألماني، (و. 1910  م).

## وصلات خارجية
- هينريتش بيتر على موقع أوليمبيديا (الإنجليزية)